# フェリックス・ジェルジンスキー衛兵連隊
フェリックス・E・ジェルジンスキー衛兵連隊（フェリックス・E・ジェルジンスキーえいへいれんたい、ドイツ語: Wachregiment „Feliks E. Dzierzynski“）とは、ドイツ民主共和国（東ドイツ）の国家保安省（シュタージ）が保有した準軍事組織である。ソビエト連邦の秘密警察チェーカーの創設者、フェリックス・ジェルジンスキーにちなんで命名された。シュタージのうちで、唯一公にされていた組織であり、東ドイツ国民にとっては抑圧の象徴であった。

## 歴史

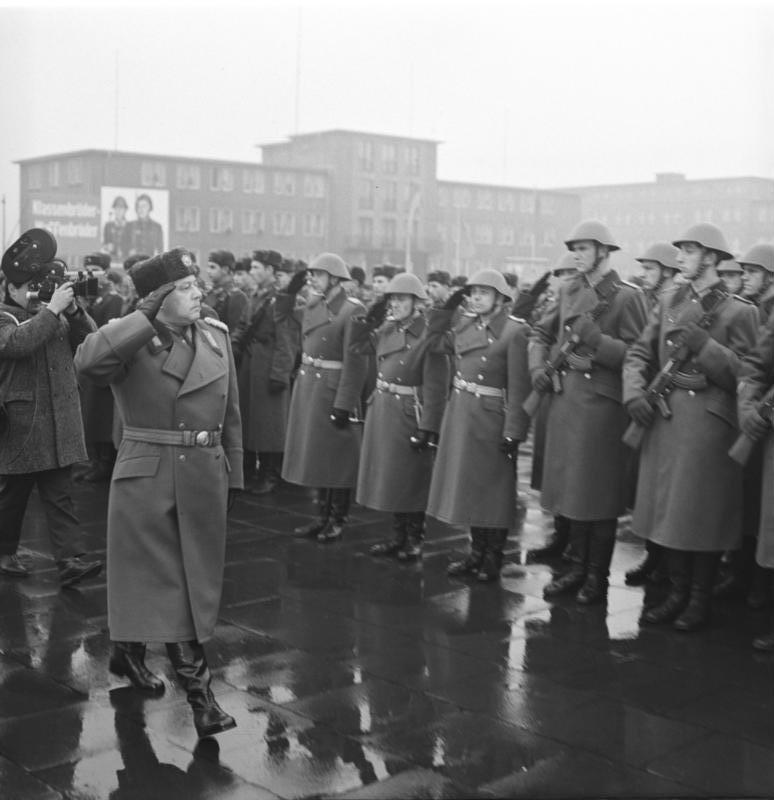
1967年12月15日、エーリッヒ・ミールケが連隊に「フェリックス・エドムンドヴィチ・ジェルジンスキー」の名誉称号を捧げたことを記念する式典

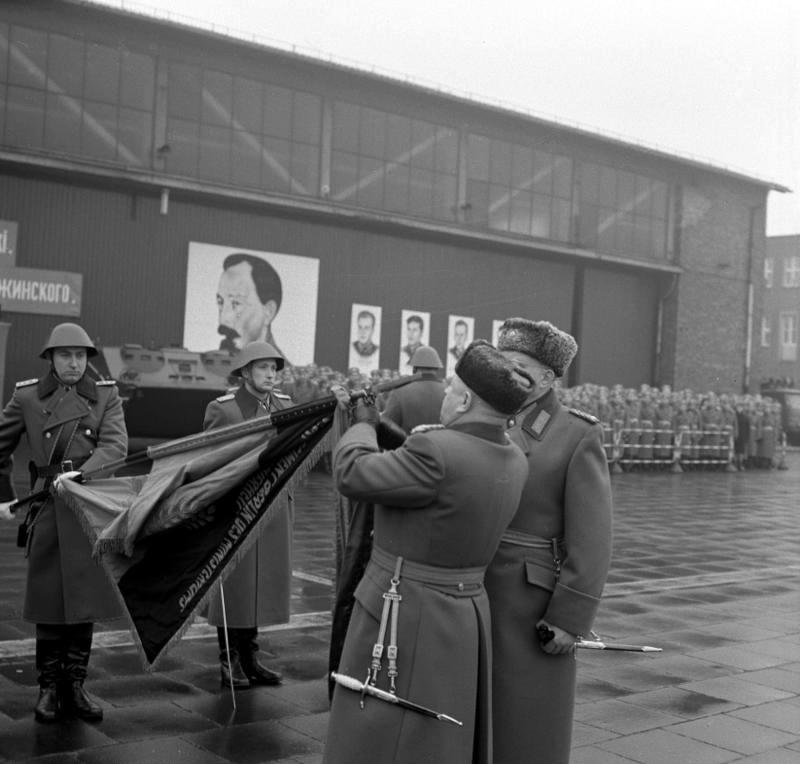
上掲写真の式典において、名誉称号を記したリボンを連隊旗に取り付けるミールケ（右から2番目）

1951年初頭、ベルリンにおいて「国家保安省A衛兵大隊（Wachbataillon A beim MfS）」が組織される。大隊は1953年6月17日の東ベルリン暴動の鎮圧にも参加した。1954年11月頃には国家保安省の軍事部門（militärischer Arm）たる「衛兵連隊（Wachregiment）」となる。司令部はベルリンのアドラースホーフに設置されていた。1961年にはベルリンの壁の建設にも関与した。1967年には衛兵連隊に「フェリックス・ジェルジンスキー」の名が冠された。1980年代半ばからはエーリッヒ・ミールケ国家保安相及び大臣作業部会（Arbeitsgruppe des Ministers）の直轄に置かれた。最末期の1989年には11,000人以上の兵力を擁するに至ったが、1990年のドイツ再統一に伴って解散した。

### 兵力の推移
衛兵連隊の兵員は次のように推移した。連隊(Regiment)と呼称されていたものの、実際には早い段階で一般的な連隊の規模（3,000名程度）を大きく上回っており、1980年には師団相当の規模（10,000名程度）まで拡大していた。
- 1955年：1,475人
- 1960年：4,372人
- 1965年：5,121人
- 1970年：7,924人
- 1975年：9,245人
- 1980年：10,082人
- 1985年：10,192人
- 1989年：11,426人

## 任務
連隊はベルリン（東ベルリン）に駐屯し、政府官庁舎及び党施設、また党幹部の居住区域であるヴァンドリッツ地区を護衛する事を任務とした。その他、東部では小規模な警衛保安部隊（Wach- und Sicherungseinheiten, WSE）もこの任務を担っていた。警衛保安部隊は、国家保安省地方支部（Bezirksverwaltung des MfS, BV）がそれぞれ編成を行った。衛兵連隊はまた、公秩序及び党政府の保護防衛以外に、軍事的な予備戦力という側面も持っていた。
主に次のような任務が科せられていた。
- 大規模行事における保安・警備（私服による活動を含む）
- ヴァンドリッツ（ドイツ語版）区域ヴァルトジードルング（ドイツ語版）（党幹部および政府高官の居住区）の保安・警備
- 特殊な軍事施設の保安・警備（指揮所・掩蔽壕など）－ 主に第4司令部がこの任に付いた。
- 掩蔽壕の建設（掩蔽壕5001号及び5005号など）－第4司令部指揮下の建設大隊がこの任に付いた。
- ベルリン内外における国家保安省関係の建設現場及び施設の保安・警備
- 国家保安省各部門への支援・協力（司令部付偵察隊（Kdo-Aufklärer, Kdo-A）、儀仗隊（第28及び第29自動車化狙撃兵中隊、第10自動車化狙撃兵大隊）や特別な警備命令、輸送の護衛、大臣警護（第30自動車化狙撃兵中隊、第10自動車化狙撃兵大隊）など）

少なくとも1987年以降には、第13及び第14儀仗兵中隊（Ehrenkompanien）、防護守備中隊（Regulierungs- und Standortkompanie, RSK）といった下級部隊が知られていた。また、これらの中隊はアドラースホーフの掩蔽壕群5000号の警備を行っていたとされる。

## 組織
隊員は職業軍人と徴用兵で構成された。階級等の制度はいずれも地上軍に倣ったものだった。
フェリックス・ジェルジンスキー衛兵連隊は、他の衛兵連隊と異なり、軍ではなくシュタージに所属していたため、警察部隊の一種と見なされており、西ドイツ側との合意に基づき軍の駐屯が禁止されていたアドラースホーフにも配置することが出来た。

### 構造
1980年から1989年まで、連隊は次のような司令部に分割されていた。地名は駐屯地である。
- 第1司令部（Kommando 1）：アドラースホーフ
- 第2司令部（Kommando 2）：エルクナー（ドイツ語版）
- 第3司令部（Kommando 3）：トイピッツ（ドイツ語版）
- 第4司令部（Kommando 4）：エーバースヴァルデ＝フィノウ（ドイツ語版）。1980年代半ば、エルクナーに移動、プレンデン（ドイツ語版）とビーゼンタール（ドイツ語版）の守備も兼ねた。
- 第5司令部（Kommando 5）：1982年までフライエンブリンク（ドイツ語版）、その後アーレンスフェルデ（ドイツ語版）。

1989年1月中旬までに、国家保安省が編成していた軍事部門の後方支援部（Verwaltung Rückwärtige Dienste, VRD）の一部、すなわち郵便監督局（Büro der Leitung, BdL）、第6局（Hauptabteilung VI, HA VI）、大臣付特別作業部会（Arbeitsgruppe des Ministers Sonderfragen, ADM/S)などはアーレンスフェルデの衛兵連隊に統合された。これらの部局はいずれも衛兵連隊と同様の制服を着用しており、各地の国家保安省地方支部の下で編成されていた。以降、地方支部などの行政施設の警備は各地の警衛保安部隊に一任されることになる。

### 人事・採用
衛兵連隊への入隊は代替兵役における選択肢の1つとして認められていた。兵役は3年で、国家人民軍が4月から徴募を行ったのに対して、衛兵連隊では9月あるいは10月に徴募を行った。しかし、衛兵連隊では本人家族共に入隊は政治的に信頼しうると判断した新兵にしか入隊を認めていなかった。基本的には国家保安省地方支部があらかじめ任意の新兵をリストアップし、ベルリンの軍管区徴募司令部（Wehrkreiskommando）に召集可能なものとして報告された。国家保安省によって事前に選抜されていることは徴募司令部に報告されていたが、新兵には伝えられなかった。
才能ある新兵は徴募から6ヶ月以内に下士官学校へ入校した。下士官候補生は教育期間である10ヶ月から12ヶ月間を伍長（Gefreiter）として過ごした後、軍曹（Unteroffizier）として分隊長（Gruppenführer）に任命される。大抵の場合、3年間の兵役で最も昇進した場合は曹長（Feldwebel）となり、このうち特務曹長（Hauptfeldwebel）に任命されたものが、副小隊長（stellvertretender Zugführer）及び小隊長（Zugführer）の任に就いた。特務曹長はしばしば先任下士官（Spieß）や士官候補生（Fahnenjunker）などの俗称で呼ばれた。また、一般に特務曹長は尉官の一種と見なされた。
衛兵連隊では予備役制度を採用しておらず、一度兵役を終えた隊員は、その後召集される事はなかった。ただし、一握りの隊員は兵役後に国家保安省のエージェントとして採用された。年に最低1回は衛兵連隊全部隊を挙げての演習が実施された。時には核戦争を想定した演習も行われた。トイピッツ管区ではアフリカ諸国などの社会主義国家に観戦武官として将校団を派遣している。例えばマンフレート・デーリング将軍による88/89号命令は、アフガンで戦うソ連軍の元へ観戦武官として6週間従軍する旨を定めたものだった。
除隊の日には、アドラースホーフにて、向かいにあるドイツ民主共和国テレビの施設のフェンスにロッカーの南京錠を掛けて「装飾する」という伝統があった。これらの鍵は、毎年同じ時期に司令部付勤務員(Kommandantendienst, KD 憲兵に相当)によって除去された。

### 歴代連隊長
| 氏名、階級                   | 任期          | 備考           |
| ---------------------------- | ------------- | -------------- |
| ヴェルナー・バルト中佐       | 1954年-1958年 |                |
| ギュンター・ヴォルフ少将     | 1959年-1962年 |                |
| ハインツ・グローナウ少将     | 1962年-1972年 |                |
| ベルンハルト・エルスナー大佐 | 1972年-1987年 | 1976年から少将 |
| マンフレート・デーリング少将 | 1987年-1990年 |                |

## 守備管区

### アドラースホーフ

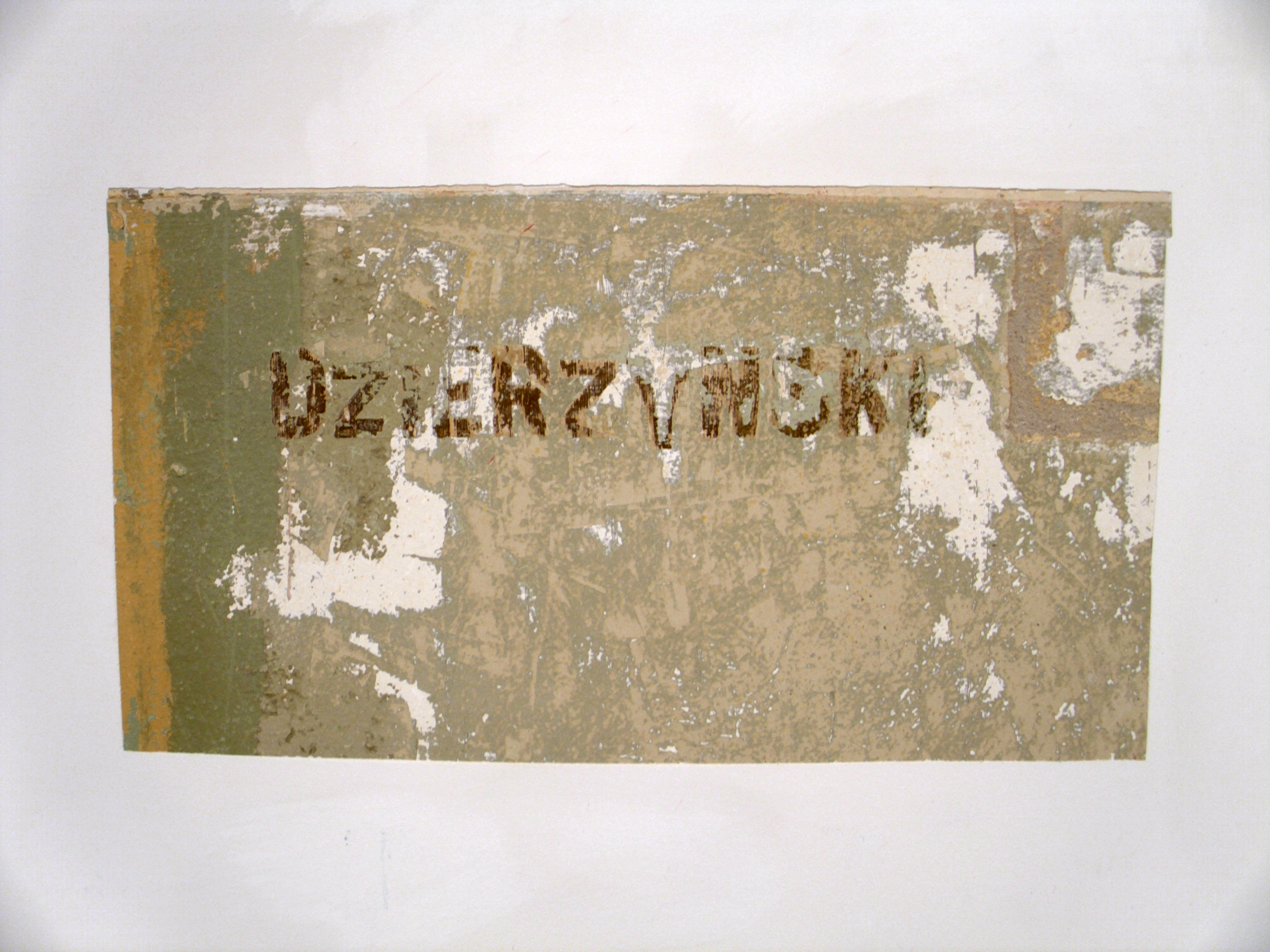
旧第2本部ビルで見つかった漆喰壁

第1司令部が管轄するアドラースホーフ管区はヨハニスタール飛行場に設置されていた。第1司令部には参謀部なども設置されており、駐屯地には閲兵場や工廠といった軍事施設だけではなく、映画館やプールといった娯楽施設、総合病院や郵便局などが設置されていた。
統一後、ほとんど全ての施設が破壊された。現在はハンス・シュミット大通りがその上を通り、トレプトウ＝ケーペニック区庁舎や各種企業、音楽学校などが建てられている。区庁舎は参謀部などが設置されていた第2本部ビルを流用していたが、2010年の修復工事中に衛兵連隊の名が記された漆喰壁が見つかり、記念碑として保護下に置かれた。

### エルクナー
第2司令部が管轄するエルクナー管区では、ヴァンドリッツ地区、最高裁判所、共和国宮殿、社会主義統一党中央委員会ビル（旧ライヒスバンク。現在は外務省庁舎として使用）などを主な警備対象とした。1980年代半ば以降には第4司令部の参謀部もエルクナーに設置され、第4司令部の部隊はプレンデンとビーゼンタールに配置された。

### プレンデン
第3司令部が管轄するプレンデン管区では、駐屯地のほかに掩蔽壕群の一部と国家保安省高官及び党・政府高官専用の防空壕（掩蔽壕群5000号）が設置されていた。

### トイピッツ
第4司令部が管轄するトイピッツ管区には大規模な訓練施設が設置されており、実弾射撃場や市街戦訓練施設、衛兵連隊士官学校などが設置されていた。また軍用車両の訓練施設では、一部が民間向けの自動車教習所として使用されていた。

## 装備

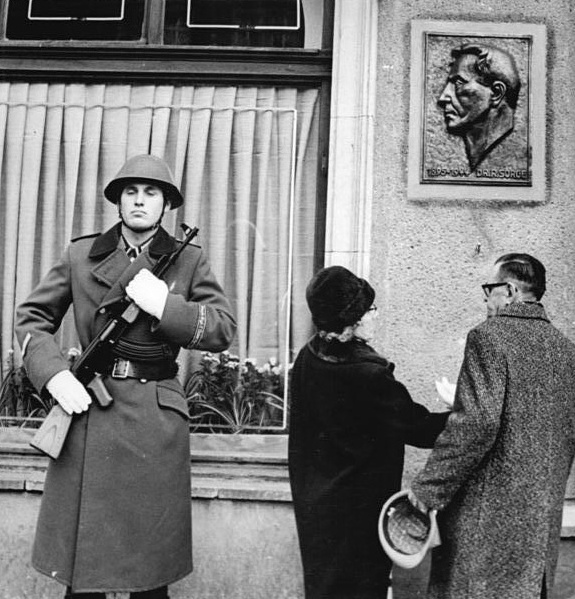
リヒャルト・ゾルゲを記念するレリーフの脇で歩哨に立つ衛兵連隊の隊員

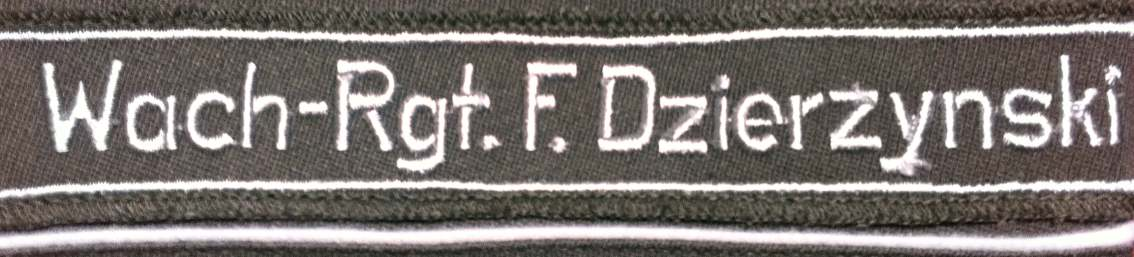
袖章

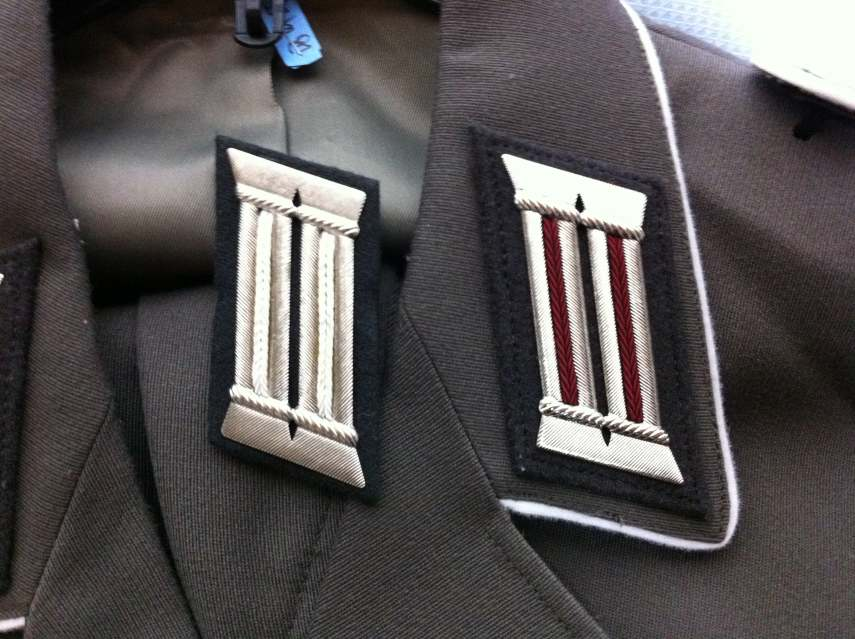
衛兵連隊の襟章（右）と、地上軍佐官の襟章（左）

### 制服
衛兵連隊では、兵下士官も含めて地上軍の将校用制服と同様の高品質な生地で仕立てられた制服を着用した。襟章も地上軍佐官と同型で、ドッペルリッツェン (Doppellitzen) 部のモール飾りなどの兵科色はマルーンである。左袖には旧親衛隊と同形式の袖章が縫いつけられており、「Wach-Rgt. F. Dzierzynski」の刺繍が入っている。一般部隊の兵士は、次のような衣類を支給された。いずれも地上軍や国境警備隊とほぼ同型のものである。
- 勤務服(Dienstuniform)
  - 官帽、上着、乗馬ズボン、灰色シャツ、ネクタイ、将校用長靴、茶色の帯革
- 半礼装(Ausgangsuniform)
  - 官帽、上着、スラックス、ズボン、灰色シャツ、ネクタイ、短靴、茶色の帯革
- 夏季野戦服(Felddienstuniform Sommer)
  - 迷彩服上下、鉄帽/野戦帽、将校用長靴
- 冬季野戦服(Felddienstuniform Winter)
  - 迷彩服上下
- 特別勤務服(Sonderdienstuniform)
  - 上着、乗馬ズボン、灰色シャツ、ネクタイ、将校長靴、ベルト、下級下士官肩章及び上級下士官肩章(仮に下士官まで昇進しなかった場合にも支給される)
- 作業服(Drillich)
- 冬季勤務服(Dienstuniform Winter)
- 「ディナモ」の体操服(Sportanzug „Dynamo“)

また第4司令部では教官として労働者階級戦闘団に下士官及び士官を派遣していた。彼らは衛兵連隊の所属である事を隠す為、工兵（黒）または自動車化狙撃兵（白）の階級章等を縫い付けた地上軍の制服を着用していた。

### 火器・車両
衛兵連隊では次のような火器・装甲車両を主に使用した。
火器
- マカロフ PM
- ワルサーPP
- MPi-K（AK-47）
- MPi-KM（AKM）
- MPi-KMS-72

(MPi-KMに独自の折り畳みストックを換装したモデル)
- MPi-AK-74（AK-74）
- RPG-7

装甲車両
- SPW-60 PB
- SPW-70
- PSH

また、大規模な訓練施設を備えていた第3司令部ではそれ以外にも特殊な装備を有する大隊が配置されていた。この大隊の内訳はSPG-9を有する対戦車無反動砲中隊が1個、第31自動車化狙撃兵中隊から抽出された重機関銃小隊が2個、ドラグノフ狙撃銃を配備された狙撃小隊が1個、9K32携帯高射ミサイル中隊が1個であった。1982年までは砲兵大隊も設置されており、D-20 152mm榴弾砲を有していた。その他、第3司令部ではD-44 85mm野砲、82mm及び120mm榴弾砲などを保有し、訓練を行っていた。防護守備中隊では銃床折り畳み式のMPi-AKS-74K（AKS-74U）が装備されていた。また少なくとも1970年代には迫撃砲中隊が編成され、1個大隊はAKS-74Uなどの短縮型AKで武装した。第28及び第29自動車化狙撃兵師団及び第10自動車化狙撃兵大隊の衛兵中隊では、しばしばKarS小銃（小改良されたドイツ製SKSカービン）とサーベルの組み合わせが見られた。第1司令部付偵察隊では、チェコ製のVz 61短機関銃を使用していた。
大規模な警備活動では、人民警察と同様の警棒や盾なども使用された。

### 輸送車両
隊員の輸送には、主にW50あるいはウラル-375Dといった国家人民軍と同様のトラックが使用された。しかしナンバープレートは人民警察に倣ったもので、数字の前に必ずVPの文字が含まれた。警備活動の際にはイカルスバスも使用された。